# Locomotiva prussiana T 16.1
Le locomotive prussiane T 16.1 erano locotender a vapore a 2 cilindri esterni, a vapore surriscaldato, di rodiggio 0-5-0, delle ferrovie prussiane (KPEV) atte al traino di treni merci pesanti e su linee acclivi.

## Storia
La locomotiva "T 16.1" nacque come evoluzione e miglioramento della precedente "T 16" sviluppata nei primi anni del XX secolo per il servizio merci pesante sulle impervie e difficili tratte della Turingia le cui pendenze raggiungevano il 33 per mille e i raggi di curvatura i 200 metri. La locomotiva derivava concettualmente dalla kKSt 180 austriaca di Karl Gölsdorf. Il progetto, sviluppato dalla Schwartzkopff di Wildau, prevedeva il primo, terzo e quinto asse in grado di spostarsi lateralmente di 26 mm mentre il secondo ed il quarto erano fissi; su quest'ultimo veniva applicata la coppia motrice e per evitare di costruire una lunga biella motrice di 2,90 m, facile a rompersi e di massa eccessiva si prolungò l'asta dello stantuffo sostenendola con un supporto intermedio all'altezza del secondo asse. La locomotiva pur di prestazioni notevoli manifestò varie problematiche nella marcia e richiese vari perfezionamenti e spostamenti del punto di applicazione della coppia motrice che, nel 1909, venne spostato al terzo asse rendendolo fisso e riducendone lo spessore del bordino.
Le locomotive T 16.1, versione potenziata a 1350 CV delle T 16, vennero costruite dalle industrie germaniche, Grafenstaden, Hanomag, Linke-Hofmann-Busch, Henschel e Schwartzkopff in ben 1242 unità fino al 1926.
Dopo la fine della prima guerra mondiale anche 119 locomotive T 16.1 vennero usate in conto riparazioni belliche dovute dalla Germania. Di queste, 37 esemplari andarono alla Polonia le cui ferrovie statali (PKP) le immatricolarono come TKw 2; 40 locomotive vennero assegnate alla Francia, così ripartite: 21 alle Ferrovie Nord, 19 alla PLM. 36 locomotive andarono alla belga SNCB e 4 alla ferrovia della Saar.
Una coppia di locomotive venne assegnata all'Italia: le due macchine vennero immatricolate nel parco delle Ferrovie dello Stato come 897.001 e 002.
Dopo il 1923 la Deutsche Reichsbahn rinominò le "T 16.1" quali "DRG 94 502-1380 e 94 1501-1740"; di queste le tre locomotive 1378, 1379 e 1380 erano provenienti dalle Ferrovie imperiali di Alsazia-Lorena. Nel 1935 vi si aggiunsero le locomotive 94 1381-1384 della Ferrovia della Saar incorporate nella Deutsche Reichsbahn. In seguito all'occupazione della Polonia da parte del Terzo Reich, nella seconda guerra mondiale, un gruppo di locomotive ex T 16.1 furono reincorporate nelle DR quali 94 1385-1416.
Dopo il 1945 alcune locomotive francesi e belghe, ex T 16, sono state lasciate alla Deutsche Reichsbahn della Germania Est e numerate DR 94 1801-1810.
Un gruppo di 43 locomotive 94.5-17 è rimasto in Austria dopo la seconda guerra mondiale ed è stato ripartito tra MAV, in Ungheria, e SZD. Le 14 unità rimaste in Austria sono divenute "ÖBB 694".
Con l'introduzione del nuovo sistema di rinumerazione, nel 1968, le locomotive della Deutsche Bundesbahn sono state rinominate "Br 094" svolgendo servizio fino all'accantonamento degli ultimi esemplari nel 1974.

## Caratteristiche tecniche
Le caratteristiche delle locomotive T 16.1 erano quelle classiche delle locomotive prussiane dell'epoca, a 2 cilindri esterni a vapore surriscaldato con distribuzione a cassetto cilindrico e meccanismo tipo Walschaerts. La caldaia, a partire dal 1915, aveva di serie il preriscaldamento dell'acqua di alimentazione tipo Knorr; la pressione di esercizio era stabilita in 12 bar. Era fiancheggiata dai due lati per oltre metà lunghezza da due casse d'acqua.
Il rodiggio era a 5 assi accoppiati con ruote di piccolo diametro e quindi a piena aderenza. Per limitare l'effetto del notevole passo rigido gli assi estremi avevano la possibilità di spostarsi trasversalmente e quello centrale aveva il bordino di spessore ridotto.
Oltre alla manovra pesante le locomotive sono state utilizzate in Germania anche sulle linee molto ripide. Per tali servizi sono state dotate di frenatura a repressione sistema Riggenbach.